# Iwaszków
Iwaszków (ukr. Івашків, ros. Ивашков) — wieś na Ukrainie, położona w rejonie kodymskim obwodu odeskiego. W XIX-wiecznym Słowniku geograficznym Królestwa Polskiego występuje także pod polską nazwą Iwaszkowce jako wieś w powiecie olhopolskim.
We wsi urodzili się m.in.: Jerzy Lech Jasnorzewski, polski geodeta, metrolog i polarnik, Franc Karpinskij, Bohater Związku Radzieckiego, oraz Ołeh Kowal, major Sił Zbrojnych Ukrainy, poległy w wojnie rosyjsko-ukraińskiej.